# Монастырь Святой Ирины Хрисоваланту
Монастырь Святой Ирины Хрисоваланту (англ. St. Irene Chrysovalantou Greek Orthodox Monastery, греч. Ἱερᾶς Πατριαρχικῆς καί Σταυροπηγιακῆς Μονῆς Ὁσίας Εἰρήνης Χρυσοβαλάντου) — ставропигиальный монастырь Константинопольской православной церкви, расположенный в Нью-Йорке в квартале Астория.

## История
Монастырь был основан в 1972 году в квартале Астории города Нью-Йорка Паисием (Лулургасом) в составе греческого старостильного Флоринитского Синода.
В 1995 году, недовольные рукоположением на Американскую кафедру Павла (Стратигеаса) монастырь святой Ирины со своими филиалами покинул Флоринский синод, и после краткого пребывания в Каллиникитском синоде и присоединился к синоду Афанасия (Харламбидиса). Но уже в 1997 году возглавлявший монастырь митрополит Паисий (Лулургас), его викарий Викентий (Маламатениос) с монастырём и подчиненными им общинами присоединяется к Константинопольскому патриархату через перерукоположение, сохраняя при этом юлианский календарь, в качестве ставропигиальной институции, то есть фактически представляя собой своеобразную епархию.
В 2009 году игумену монастыря подчинялись находящиеся в его юрисдикции 10 метохий: 2 монастыря и 7 приходов в США и один приход в Белизе.
10 декабря 2010 года митрополит Паисий был отстранён от руководства монастырём, временное управление поручено епископу Илие (Катре). 27 марта 2012 года митрополит Паисий и епископ Викентий были извергнуты из сана и переведены в разряд простых монахов. На тот момент в юрисдикции монастыря осталось лишь 6 метохий (все в США, 4 из них в штате Нью-Йорк). При монастыре расположена также греческая школа.
17 февраля 2017 года настоятель монастыря архимандрит Иерофей (Захарис) был избран для рукоположения в сан епископа Евкарпийского.